# Massuggestion
Massuggestion innebär att indoktrinera en irrationell tanke eller en vanföreställning hos en grupp människor eller ett samhälle genom ett suggestivt beteende som innebär att upprepa ett påstående tills mottagaren/mottagarna tror att det är sant.